# Académie des Enflammés
L'Académie des Enflammés (italien : Accademia degli Infiammati) a été une éphémère, mais influente académie philosophique et littéraire située à Padoue. Fondée en 1540 par Leone Orsini, elle a été dissoute entre 1545 et 1550.

## Description
L'emblème de l'Académie représente Hercule en feu sur le Mont Oite, avec la devise Arso il mortale al ciel n'andrà l'eterno (Brûlé est le Mortel, vers le Ciel montera l'Éternel). Les membres et les collaborateurs les plus notables sont  Sperone Speroni, Benedetto Varchi, Pierre l'Arétin, Girolamo Preti, Luigi Alamanni, Ugolino Martelli, Alexandre Piccolomini, Bernardino Tomitano et Angelo Beolco. 
L'Académie a utilisé surtout la langue  grecque et latine. Cependant, les langues vulgaires comme le vénitien et le toscan se sont affirmées après la présidence en 1542 de Sperone Speroni, un ardent défenseur de la langue vernaculaire.
En cette période, l'Académie a promu des conférences (Lezioni) sur la poésie vernaculaire, comme les sonnets de Bembo Piansi e cantai l'aspra guerra et Verdeggi all'Apennin la fronte, e 'l petto par Martelli et ceux de Forteguerri Ora ten va superbo, or corre altero par Piccolomini. Bernardino Tomitano publie en 1545 à Venise ses Ragionamenti della lingua toscana, qui s'appuient sur les travaux de l'académie : dans ce dialogue qui recueille les conversations tenues dans la maison de Sperone Speroni, Tomitano affirme la dignité de la "langue vulgaire" et sa capacité à traiter n'importe quel sujet, même à caractère scientifique ou philosophique .
En 1540, Giovanni Mazzuoli da Strada fonde à son domicile de Florence l'« Accademia degli Umidi » (Académie des Humides) consacrée aux activités burlesques et dilettantes, destinée à être juste une parodie de celle de Padoue. Elle est finalement devenue la prestigieuse Accademia Fiorentina.